# Дюверней, Ава
Ава Мари Дюверней (англ. Ava Marie DuVernay; род. 24 августа 1972, Лонг-Бич, штат Калифорния, США) — американский режиссёр, сценарист, продюсер и публицист. В 1999 году она создала The DuVernay Agency; выступила маркетологом в более чем сотне кинофильмов, параллельно выпуская документальные фильмы.
В 2010 году Ава Дюверней выпустила свой первый игровой фильм «Я буду следовать», который принёс ей похвалу от критиков и ряд наград в сфере независимого кино. В 2012 году она выпустила фильм «На полпути в никуда», за который она получила главный приз кинофестиваля «Сандэнс», став первой афро-американской женщиной, выигравшей премию за лучшую режиссуру кинофильма. В 2013 году она сняла короткометражный фильм «Дверь», представленный на 70-м Венецианском кинофестивале, а затем Шонда Раймс пригласила её на место режиссёра одного из эпизодов третьего сезона сериала «Скандал». Им стал эпизод «Vermont Is for Lovers, Too».
В 2014 году Дюверней выпустила свой третий полнометражный игровой фильм «Сельма», основанный на реальных событиях борьбы за гражданские права в 1965 году. Дюверней была отмечена номинациями на премии «Золотой глобус» и «Независимый дух» за лучшую режиссуру. Фильм же был выдвинут на «Оскар», однако Дюверней не была номинирована как режиссёр, из-за чего Академия кинематографических искусств и наук была подвергнута резкой критике как со стороны прессы, так и зрителей, в особенности в Twitter.
В 2015 году Дюверней анонсировала свой следующий фильм, который будет рассказывать историю любви во время Урагана «Катрина». Также она выступает в качестве создателя и продюсера сериала «Королева сахарных плантаций», который стартовал на Oprah Winfrey Network 6 сентября 2016 года. 1 августа 2016 года, за месяц до премьеры, сериал был продлён на второй сезон.
В 2016 году Дюверней сняла документальный фильм «Тринадцатая», получивший множество наград и номинаций, в том числе номинацию на «Оскар».
Следующий художественный фильм Дюверней — «Излом времени» — вышел на экраны 9 марта 2018 года в США, в России — 8 марта, получив смешанные отзывы зрителей и кинокритиков и провалился в прокате.